# Дальпейра, Пьер-Адриен
Пьер-Адриен Дальпейра (фр. Pierre-Adrien Dalpayrat; 14 апреля 1844 года, Лимож, Франция — 10 августа 1910 года, Лимож) — французский художник-керамист, работавший в стиле ар-нуво. Выполнял заказы фаянсовых предприятий юга Франции. В 1889 году мастер открыл собственную мастерскую в городке Бур-ла-Рен под Парижем.

## Биография
Пьер-Адриен Дальпейра с 1859 года посещал школу рисования, затем школу росписи фарфора в Лиможе, городе издавна известного своими расписными эмалями и изделиями из фарфора.
Получив начальное образование, он поступил на фаянсовую фабрику Жюля Вийлара (Jules Vieillard et Cie) в Бордо, городе, где 17 мая 1866 года он женился на Мари Таллери. В 1873 году Пьер-Адриен покинул фабрику, вернулся в Лимож, где его нанял Леон Сазера (1831—1891), затем, с 1874 года он работал на фаянсовой мануфактуре Эшвина в Валентайне. Год спустя он поступил на работу на мануфактуру Фуке в Тулузе. Его дочь Жюли родилась в этом городе в 1878 году. Он покинул производство в 1876 или 1878 году, чтобы возглавить фабрику Франсуа Блана в Монако.
После землетрясения 1887 года, разрушившего многие мастерские, он вернулся к Леону Сазера в Лиможе. В 1889 году открыл собственную фаянсовую мануфактуру в Бур-ла-Рен (Иль-де-Франс). Пьер-Адриен привлёк к работе жену Мари Таллерс и детей Альберта, Адольфа, Ипполита и Поля. Однако производство из-за финансовых трудностей в 1906 году пришлось закрыть, после чего он удалился в родной Лимож. Его дом и мастерская в Бур-ла-Рен теперь принадлежат городу и в них находится музей Дальпейра с более чем 120 изделиями его мастерской.

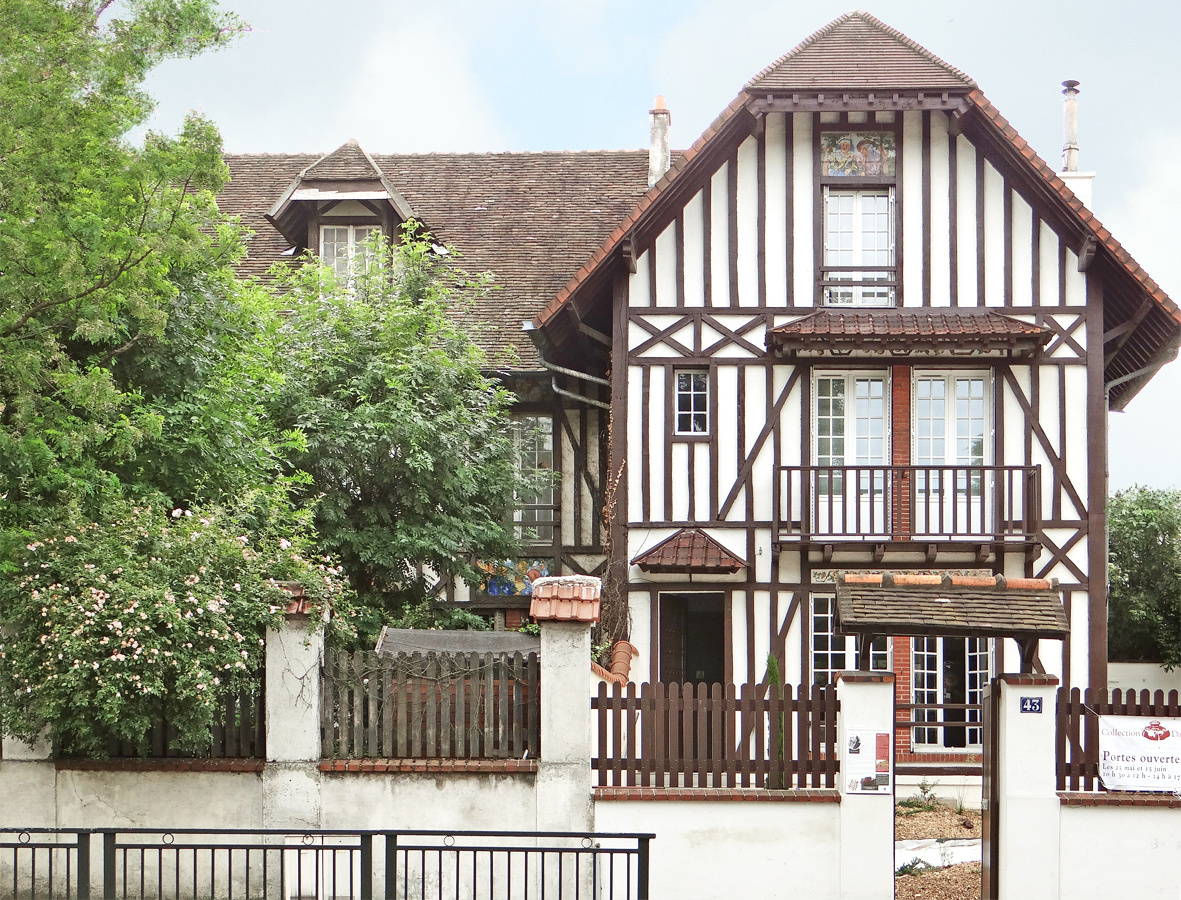
Дом Дальпейра в Бур-ла-Рен

Пьер-Адриен Дальпейра принимал участие во Всемирной выставке 1893 года в Чикаго, а позднее во Всемирной выставке в Париже в 1900 году, где он получил золотую медаль, а затем орден кавалера Почётного легиона.
С 1892 года Дальпейра сотрудничал со скульптором Альфонсом Вуазен-Делакруа (1857—1893), и их совместное творчество продолжалось до ранней смерти скульптора 2 апреля 1893 года. Затем он объединил усилия с Адель Лебро, которая до 1901 года оказывала ему финансовую поддержку, также с 1894 года сотрудничая с Жаном Кулоном. Несмотря на это, его компания периодически испытывала финансовые трудности, которые вынуждали переориентировать производство с художественных изделий на более традиционную утилитарную фаянсовую посуду. 16 апреля 1898 года Дальпейра выдал замуж свою дочь Жюли за Поля Марсиаля Дальпейра, двоюродного брата стекольного мастера.
Дальпейра заручился поддержкой двух выдающихся парижских ювелиров Эрнеста Кардейлака и Келлера, вместе с которыми он производил изделия из фарфора в оправах из позолоченной бронзы. Несмотря на это, компания по-прежнему испытывала трудности и мастер был вынужден закрыть её в 1906 году. Дальпейра удалился в родной город Лимож, где и скончался 10 августа 1910 года.
Его сын Адольф Дальпейра (1871—1934), который в 1909 году поселился в Баньё, продолжил дело отца. Фаянсовая фабрика Дальпейра старшего перешла во владение Воланта, затем Жанти под названием «Faïenceries de Bourg la Reine и Arcueil» при участии двух сыновей Пьера-Адриена: Альберта и Адольфа.

## Творчество
Отличительной особенностью произведений, вышедших из мастерской Дальпейра, была покрывающая его вазы, кувшины, лампы и статуэтки разноцветная глазурь «восстановительного огня» с металлическим отблеском, разновидности люстра, в частности с восстановлением красной меди на поверхности изделия, получившая название «Rouge Dalpayrat» (красная Дальпейра). Изначально цвет глазури был кроваво-красный, изготавливалась она из оксида меди. В дальнейшем ей могли быть приданы другие оттенки — зелёный, жёлтый или серо-свинцовый.
Мастерская Дальпейра выпускала также изделия из глино-каменных масс, так называемых штайнгутов.
Формы изделий иногда приобретали скульптурный характер, либо включали детали, смоделированные скульпторами, в частности, Альфонсом Вуазен-Делакруа. Как и некоторые другие мастера-керамисты, работавшие в стиле ар-нуво, Дальпейра часто делал изделия, которые имели металлические оправы (так называемые монтировки) из позолоченной бронзы, например лампы, с абажурами из стекла и металла производства мастерской Тиффани.
Такому сотрудничеству поспособствовал Бинг, Зигфрид Зигфрид Бинг, чья парижская галерея «Дом Нового искусства» (Maison de l’Art Nouveau) демонстрировала и продавала работы обоих мастеров, и в которой можно было увидеть изделия стран Востока, а также произведения молодых французских художников в «новом стиле», в том числе выполненные под влиянием традиционного восточного искусства. Название галереи закрепилось за стилем нового французского искусства периода модерна.
Крупнейшей работой Дальпейра стал заказанный французским правительством камин из чернёного дерева с вставками из цветного камня, предназначенный для музея в Люксембургском саду в Париже (ныне в музее Орсе). Это произведение мастерской Дальпейра (финансированное Адель Лебро) завоевало многие награды национальных и международных выставок, в том числе бронзовую медаль Всемирной выставки в Чикаго в 1893 году и золотую медаль Всемирной выставки в Париже в 1900 году.
В 2015 году на нью-йоркском аукционе Кристис две вазы Дальпейра были проданы за 23 750 и 17 500 долларов соответственно.

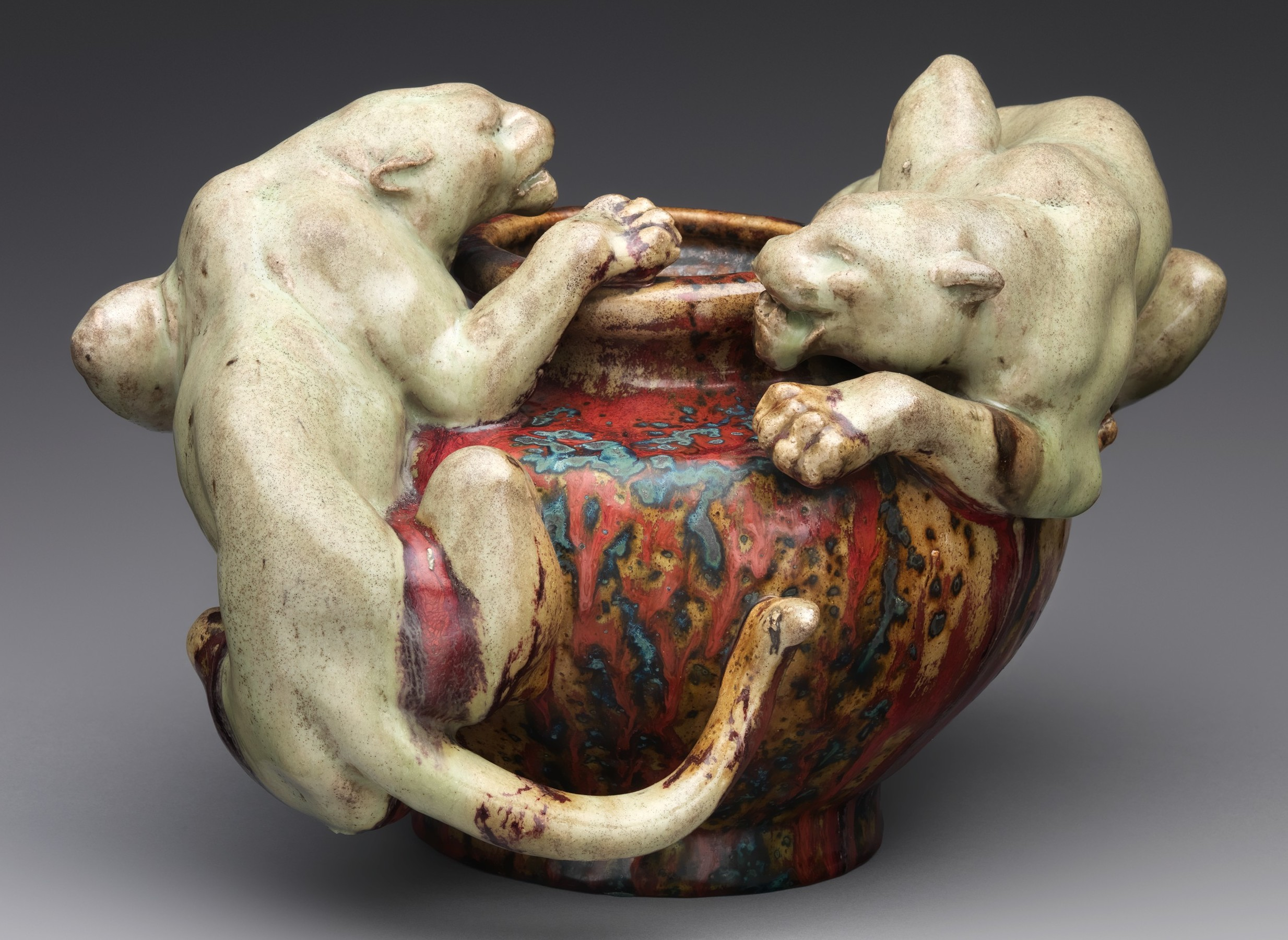
Ваза «Две пантеры». 1894–1895
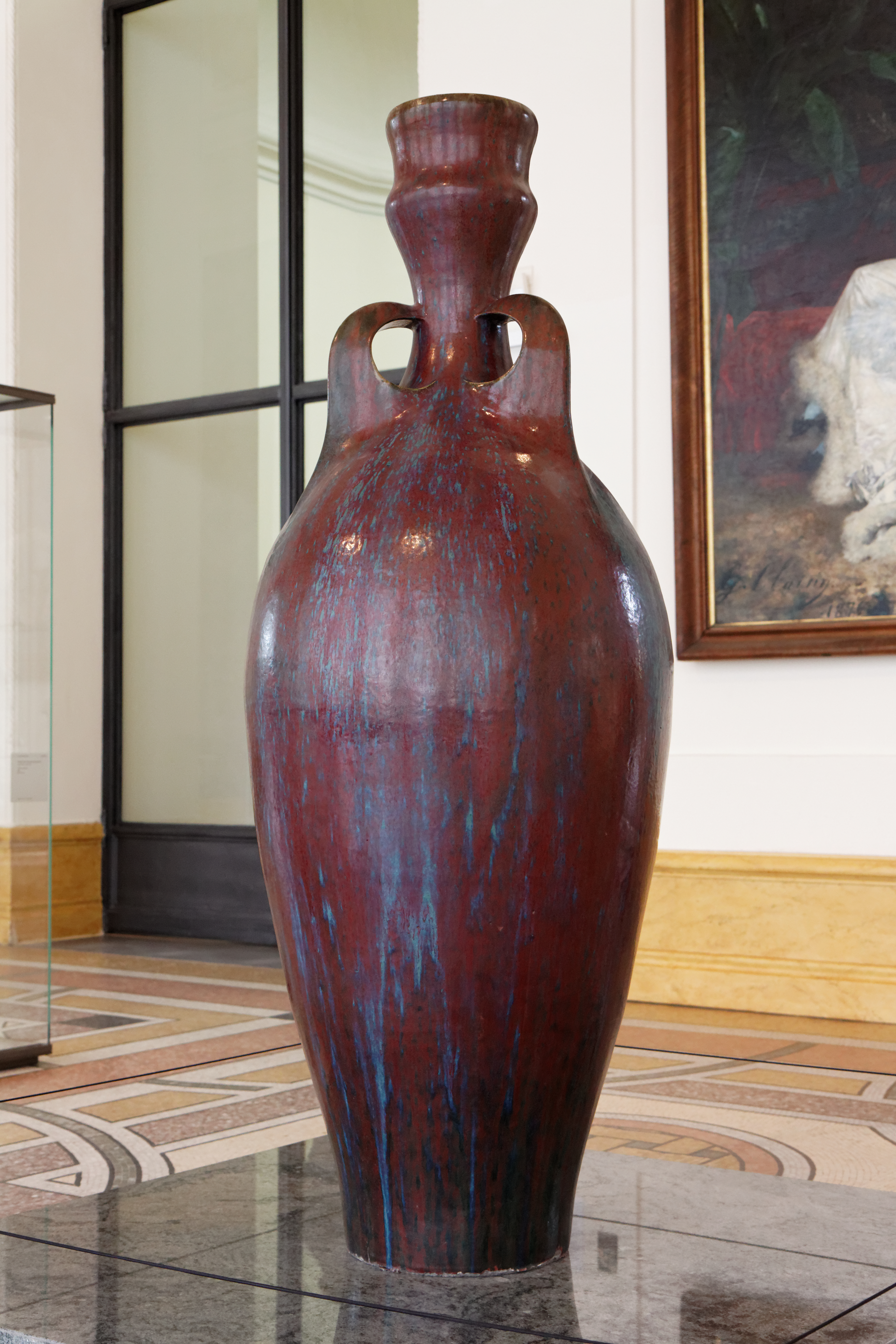
Ваза «Rouge Dalpayrat». Ок. 1900
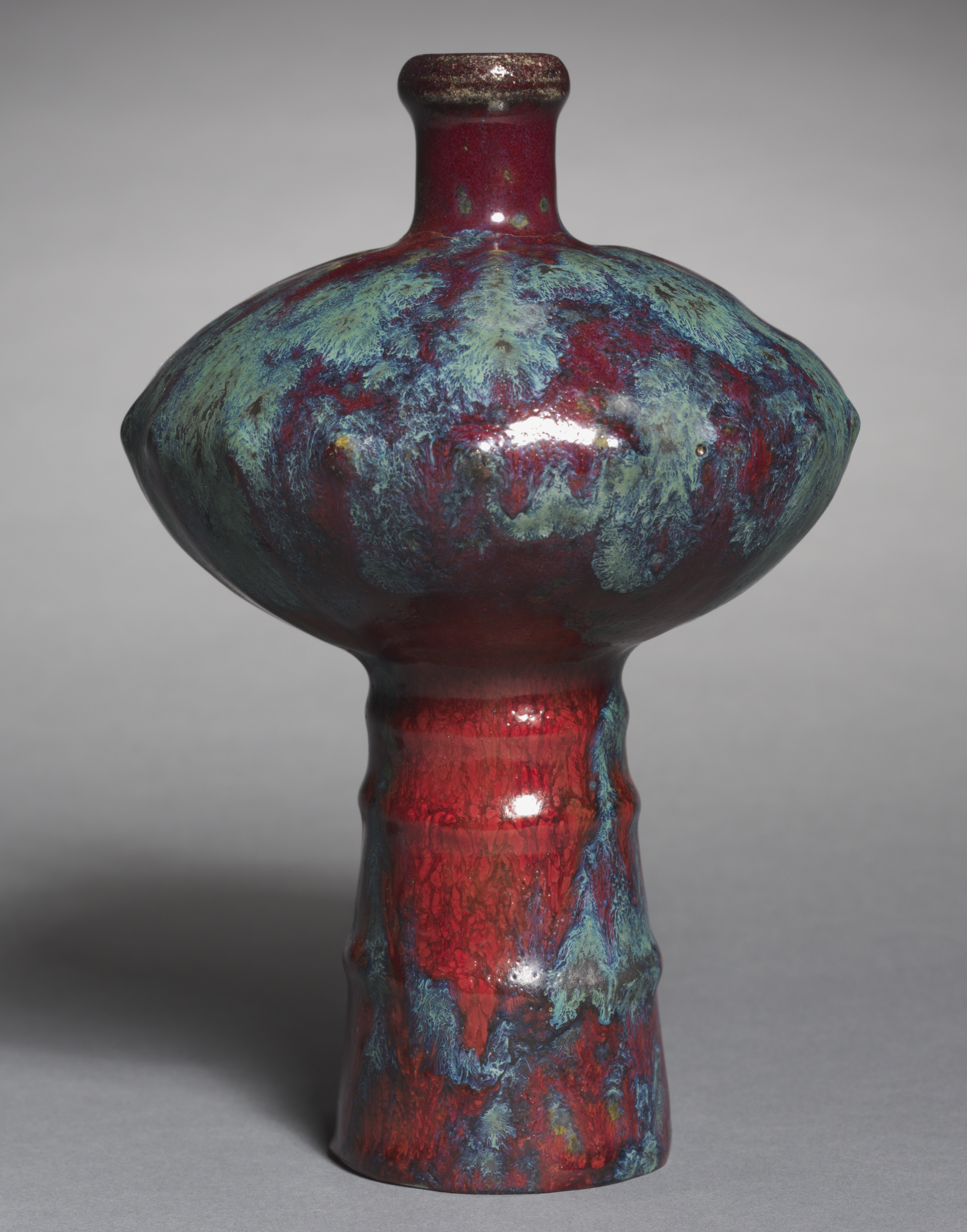
Ваза. Ок. 1900
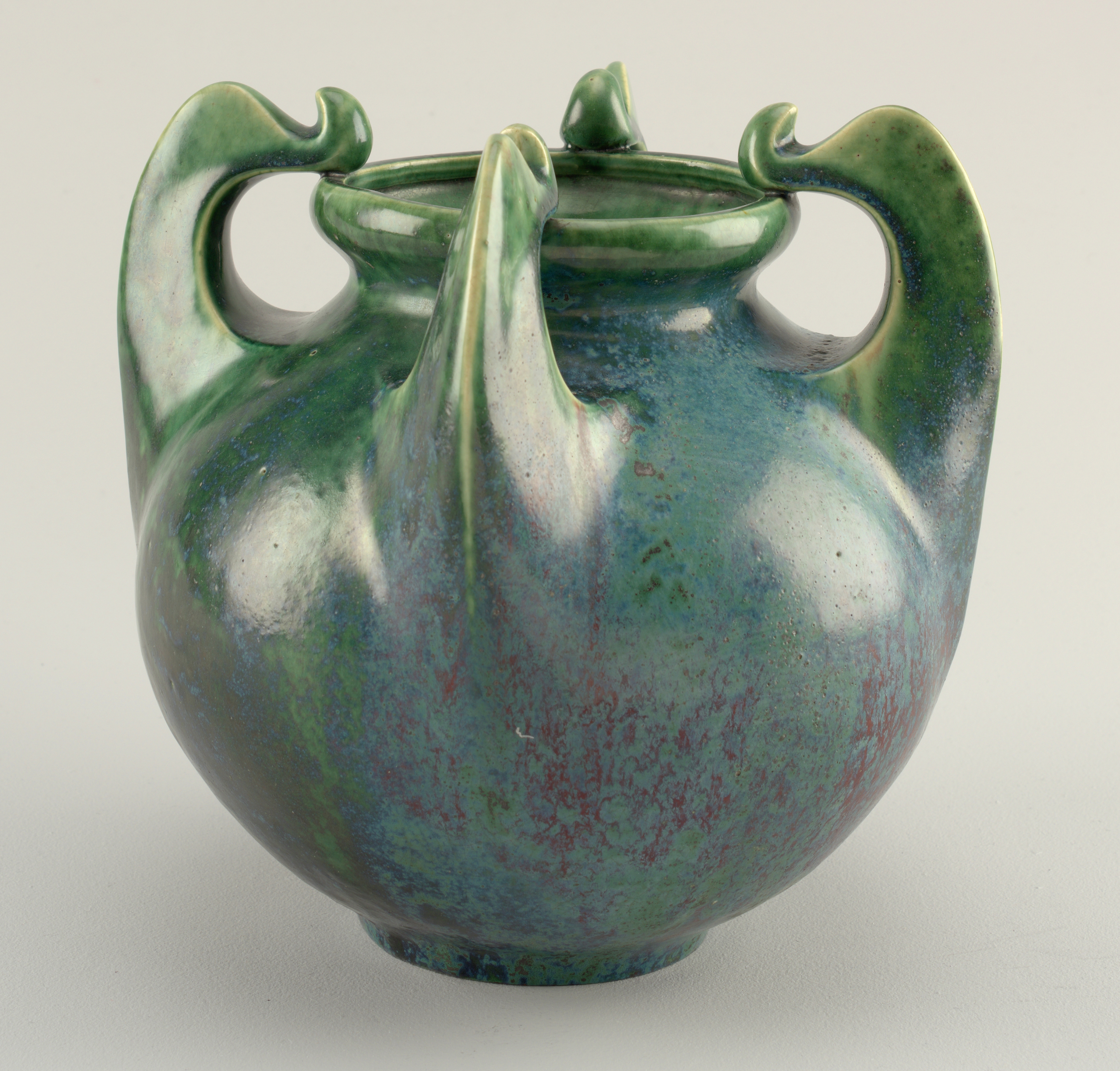
Вааза с люстром. Ок. 1900
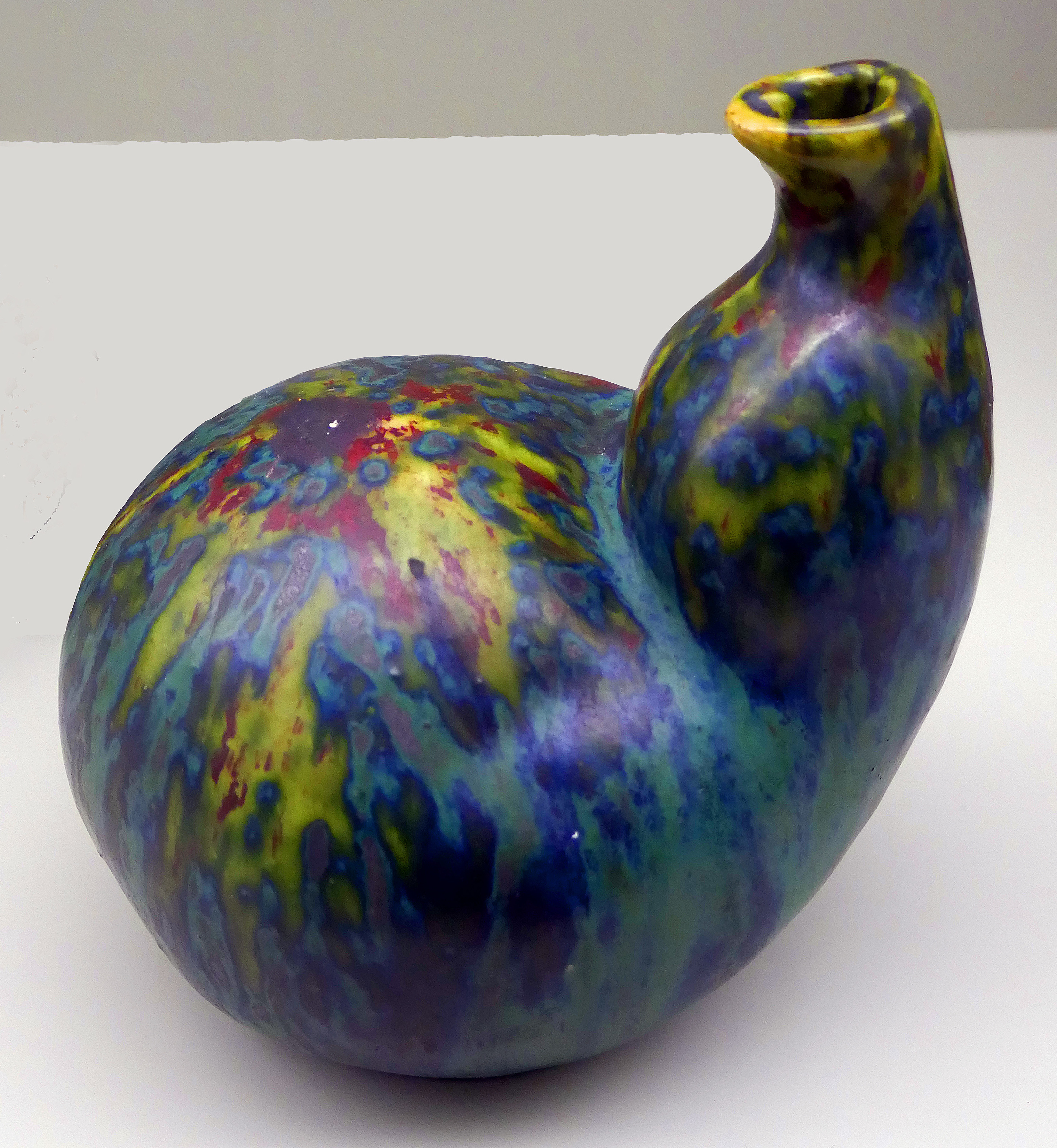
Ваза. 1904
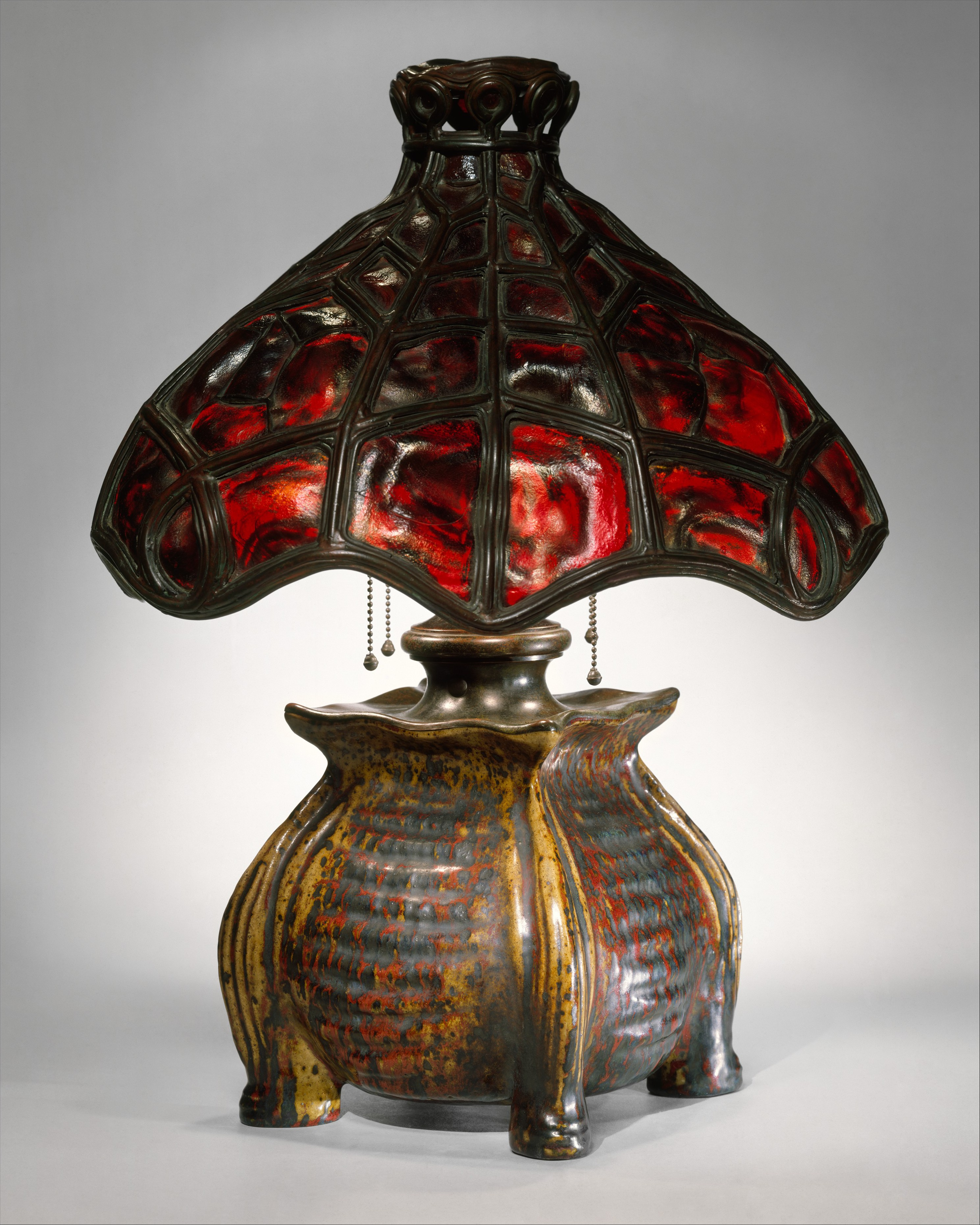
Лампа. 1900–1902
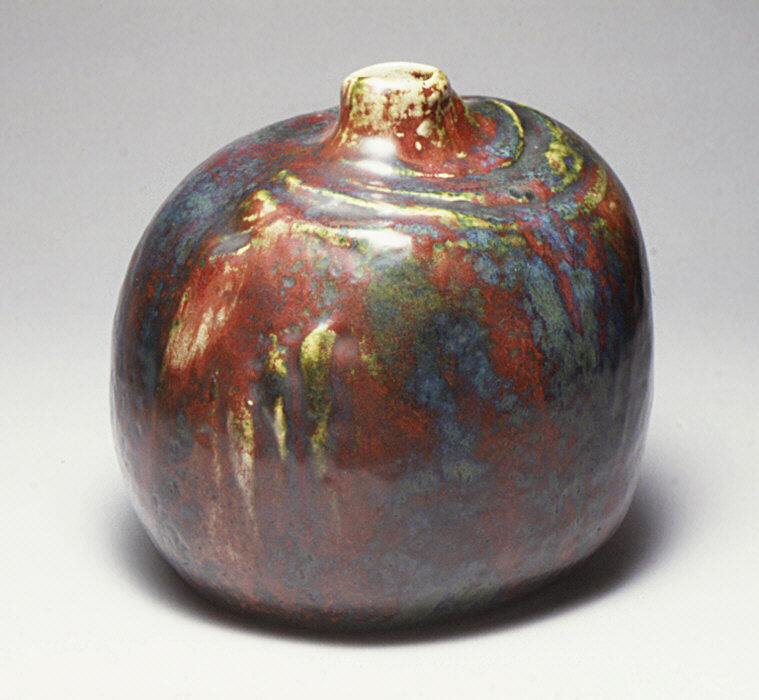
Ваза. 1897
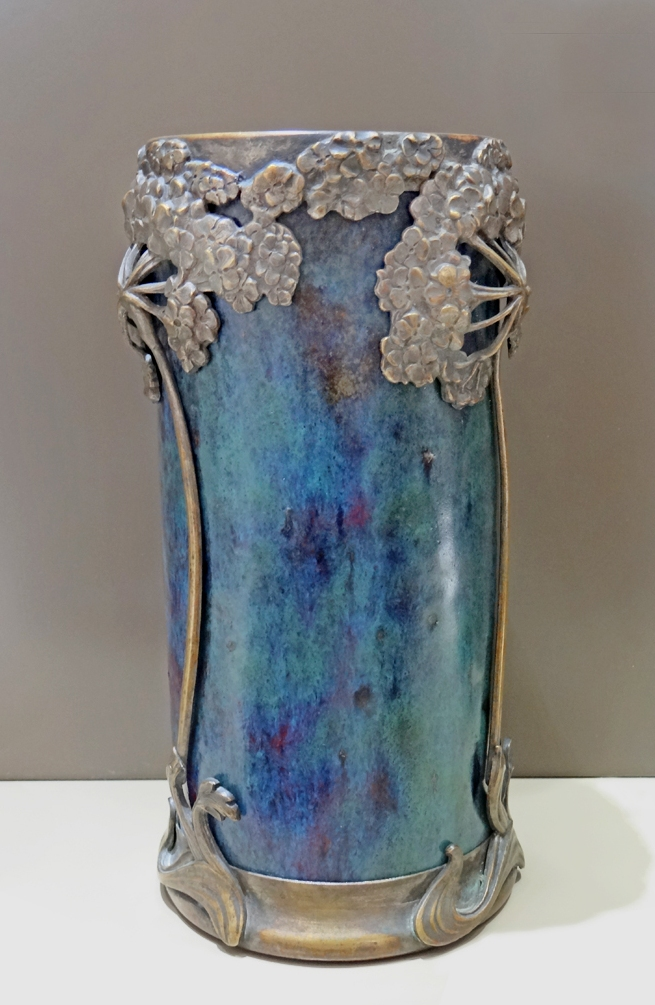
Ваза в серебряной оправе. Ок. 1900
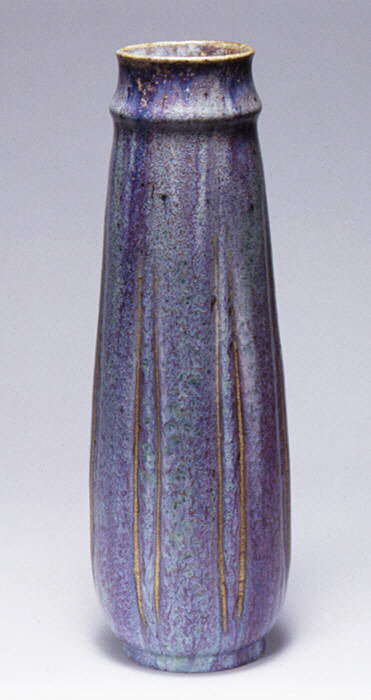
Ваза. Ок. 1900
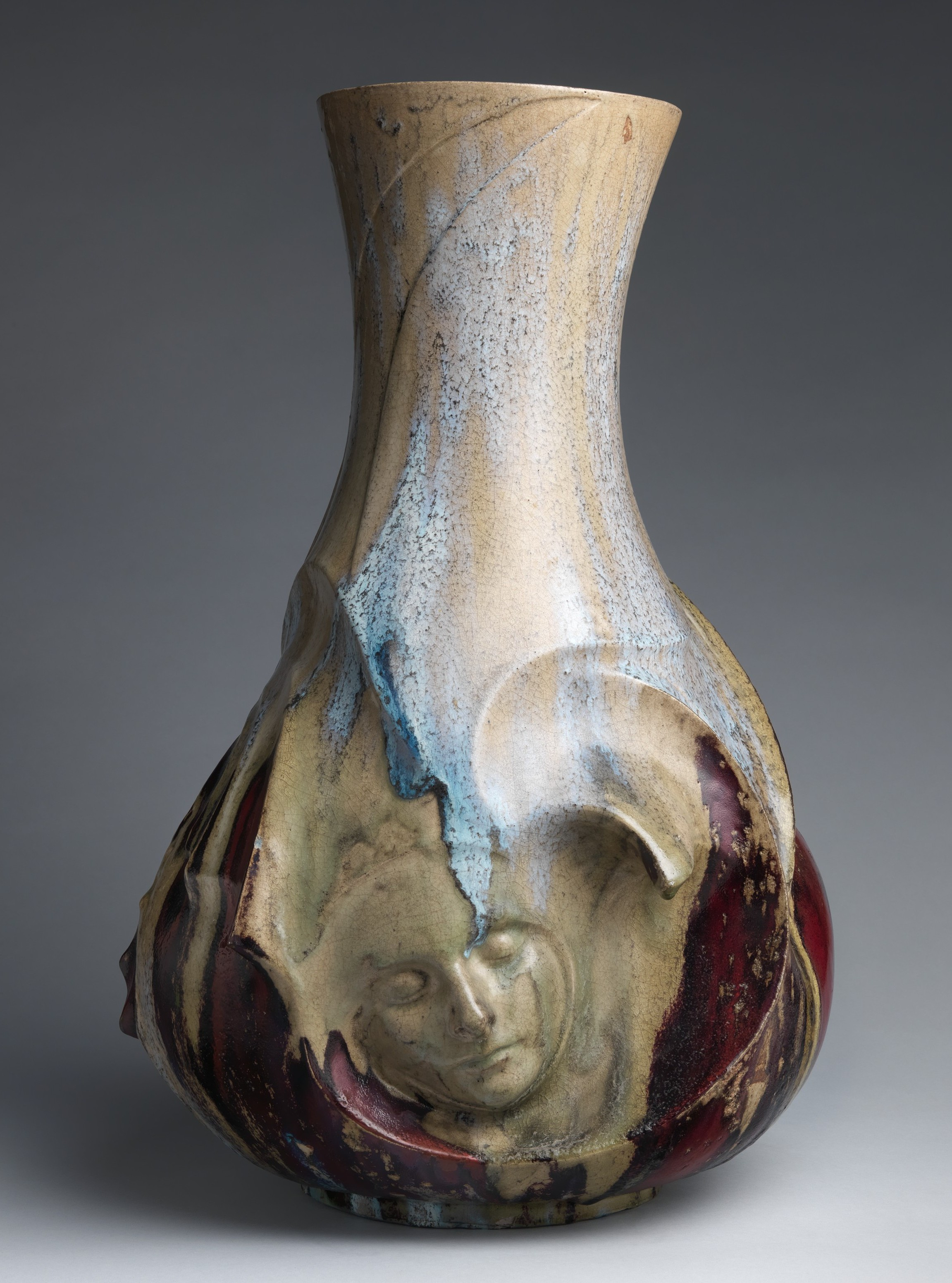
Ваза с ликом. 1892–1893. А. Вуазен-Делакруа
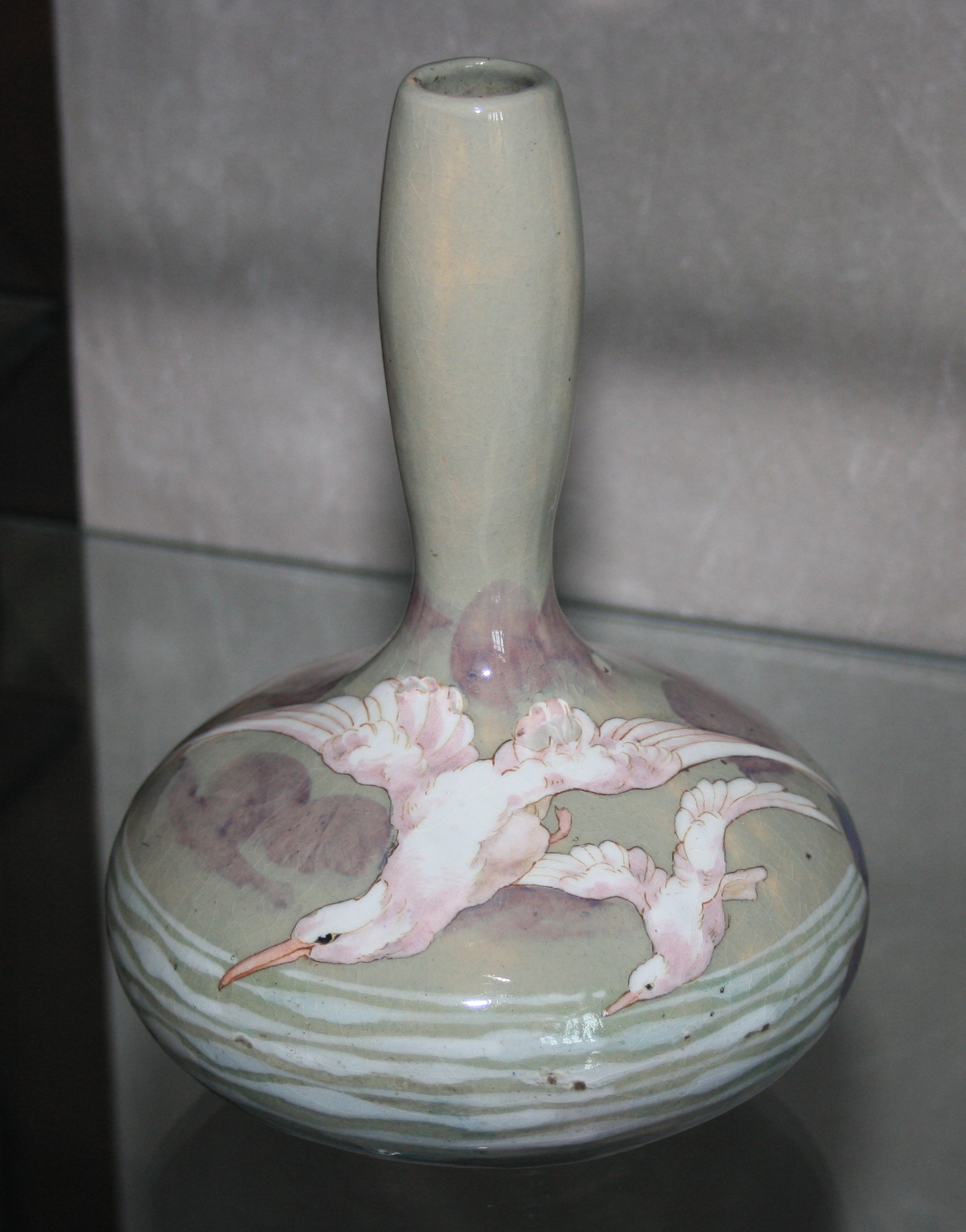
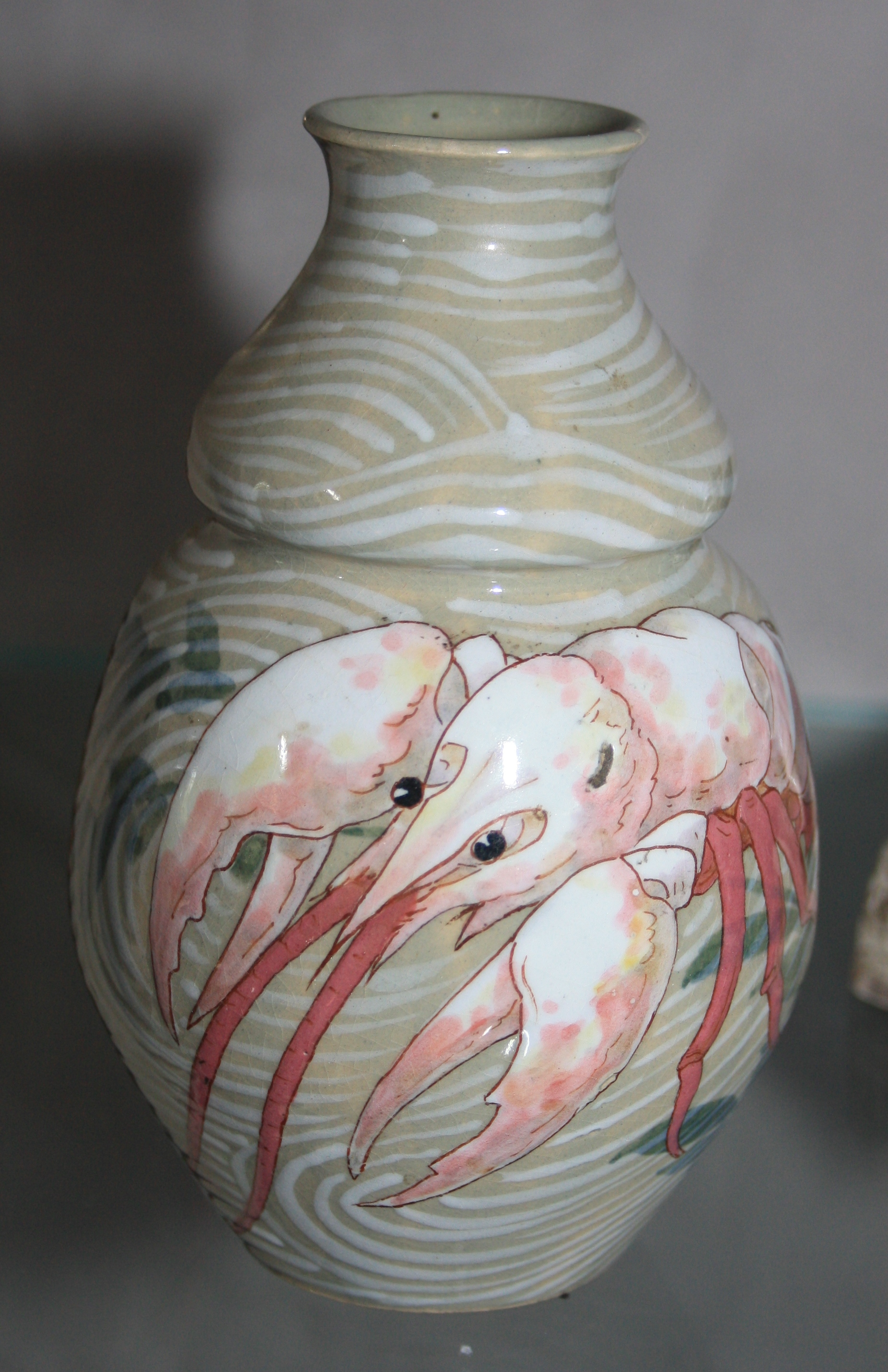
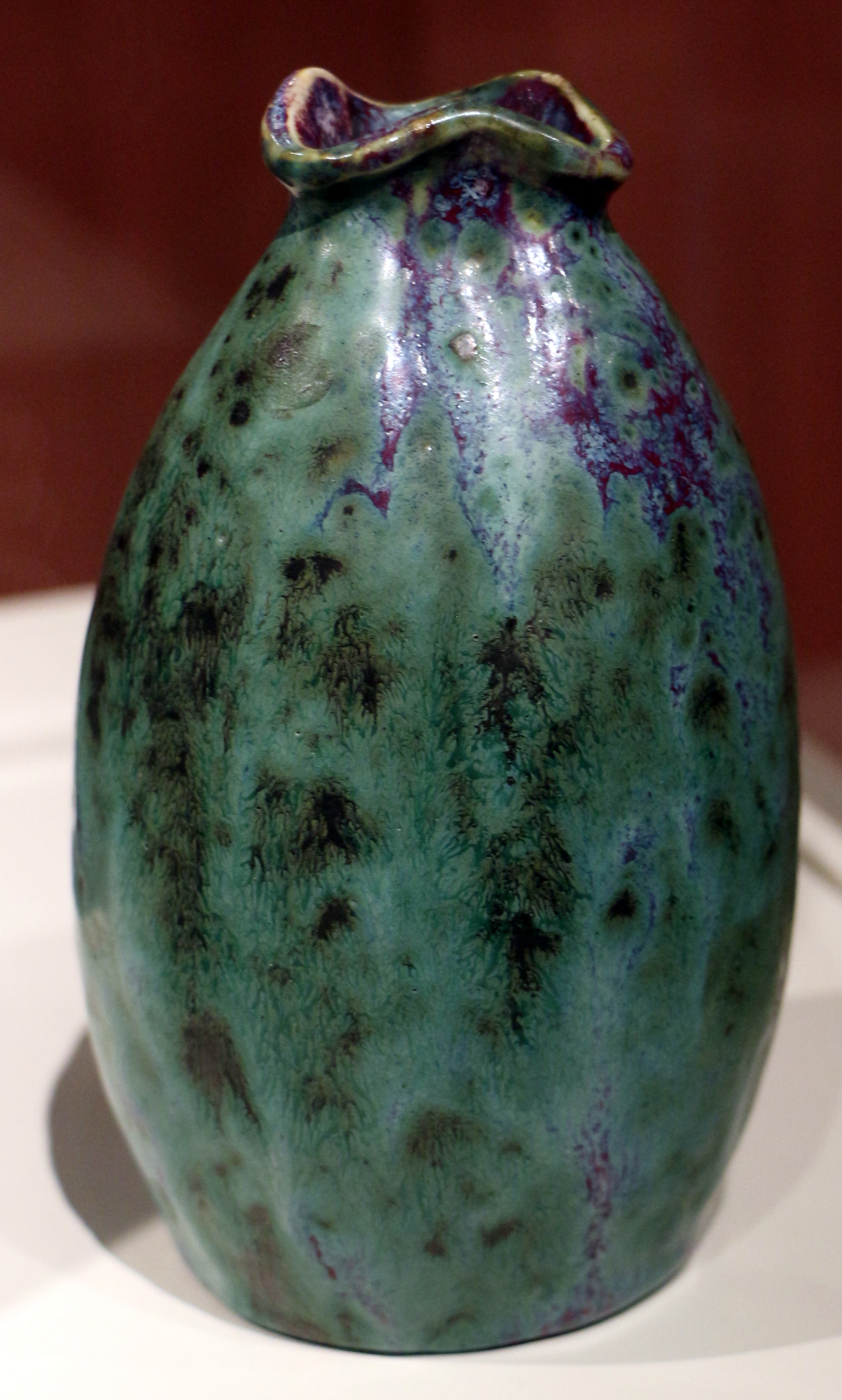
Ваза. Ок. 1900
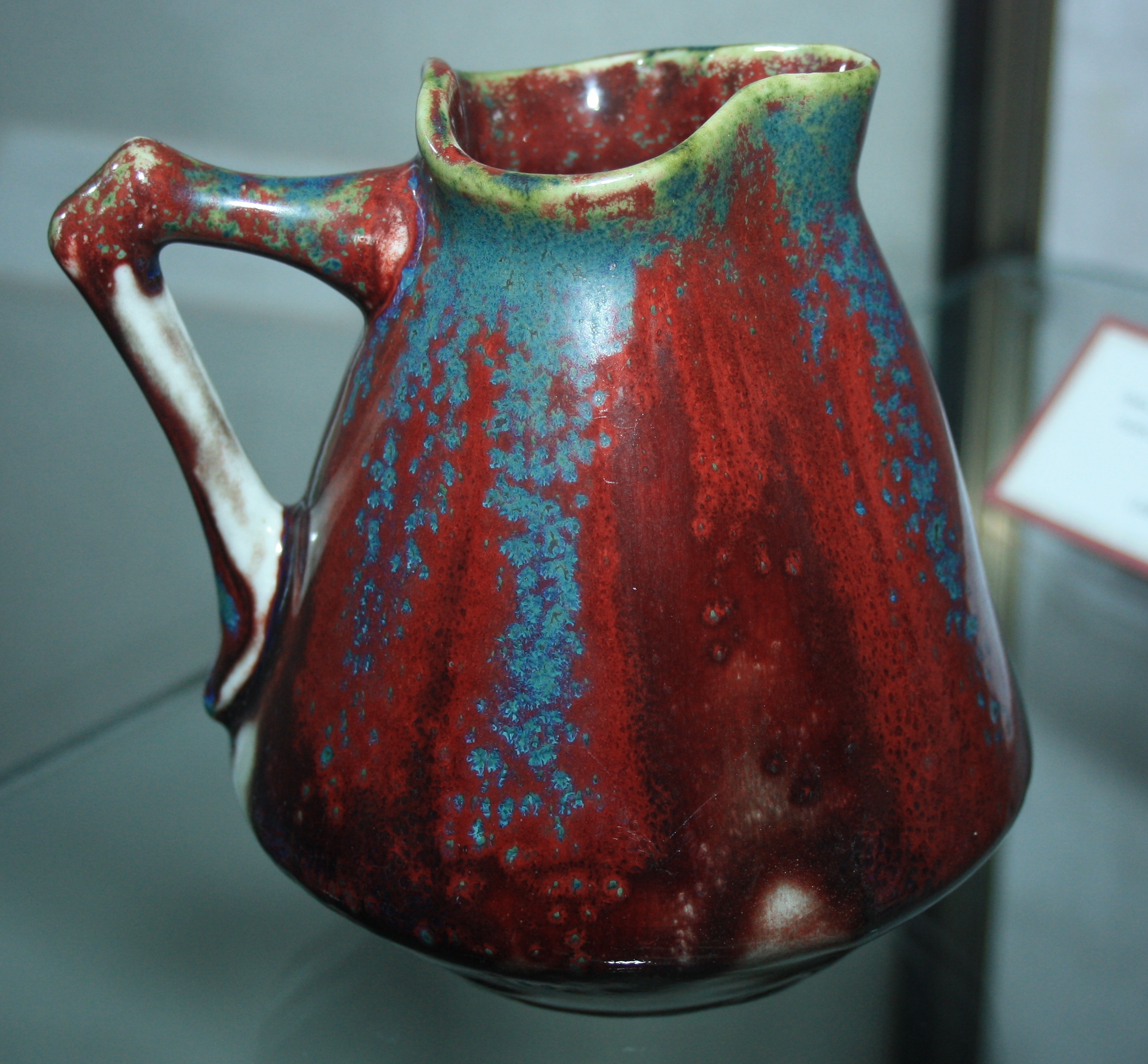
Кувшин
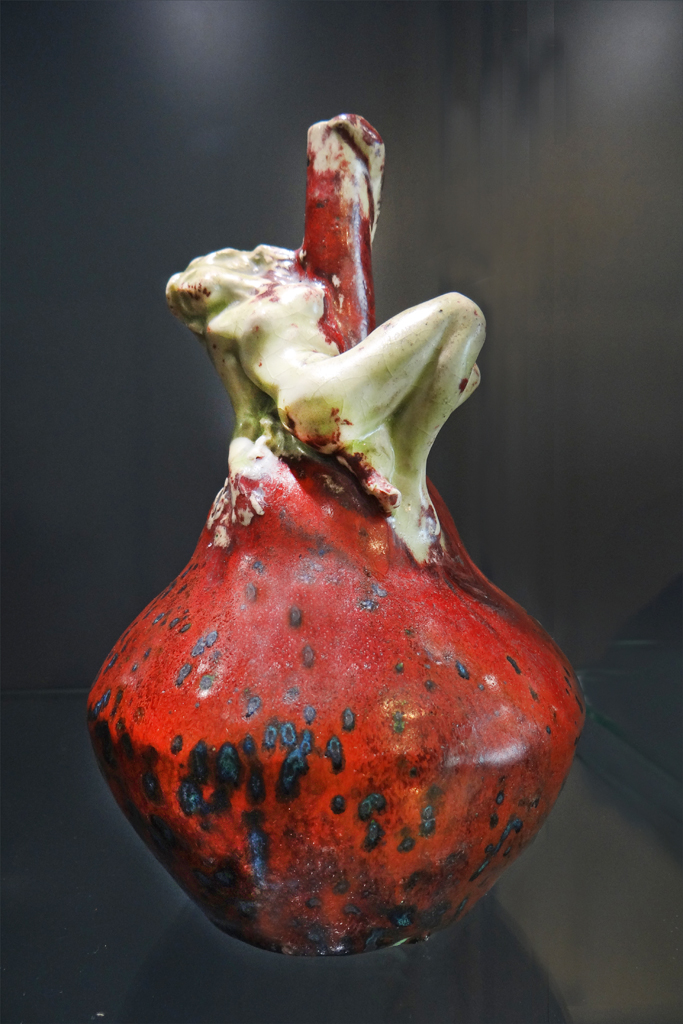